# アニメ特区
- 毎日放送 > MBSテレビ番組一覧 > 毎日放送の深夜アニメ枠 > アニメ特区
- アニメ > テレビアニメ > 深夜アニメ > 毎日放送の深夜アニメ枠 > アニメ特区
- テレビ番組 > 深夜番組 > 深夜アニメ > 毎日放送の深夜アニメ枠 > アニメ特区

『アニメ特区』（アニメとっく）は、毎日放送（MBSテレビ）で水曜未明（火曜深夜）に放送されている関西ローカル深夜アニメ枠の名称。ここでは、前身の『月曜アニメ』（げつようアニメ）や、それ以前に火曜未明（月曜深夜）に放送された深夜アニメについても述べる。

## 概要
2011年4月期の番組改編にて、火曜未明（月曜深夜）に関西ローカルの深夜アニメ番組としてレギュラー枠化。以降は『月曜アニメ』の名称が長らく使用された。
2014年10月期の番組改編にて読売テレビの深夜アニメ枠である『MANPA』との競合を回避する為、水曜未明（火曜深夜）枠へ曜日移動した上で新たに『アニメ特区』の枠名称が導入された。枠レーベル導入後も公式サイトでは『火曜アニメ』（かようアニメ）の名称を使用していたが、2015年3月以降は『アニメ特区』と表記されるようになった。
枠レーベル導入後の放送時間は2019年1月期を除き、原則として2:30 - 4:00の3部構成となっている。火曜未明（月曜深夜）枠時代の放送時間は2011年7月期 - 2013年4月期は2:20 - 3:20（2:25 - 3:25）の2部構成、2013年7月期 - 2014年1月期は2:25 - 3:55、および2014年4月期 - 7月期は2:35 - 4:05の3部構成であった。
放送形態は基本的にアニメシャワーを踏襲しており、主にUHFアニメが放送される。TBS製作深夜アニメや自社製作深夜アニメは僅かに放送される程度で、近年は再放送のアニメも存在する。また同じMBSの深夜アニメ枠とは異なり、アニメ関連番組がレギュラー放送されているのが特徴である。
2016年4月期 - 2018年1月期・7月期・10月期、2019年4月期 - 2020年10月期はKBS京都・サンテレビから移動する形でKADOKAWA製作関与作品が、2017年4月期 - 2018年4月期は『リスアニ!TV 5th Season』の終了に伴いアニプレックス製作関与作品が、2018年7月期 - 2019年1月期・7月期・10月期・2020年7月期 - はバンダイナムコアーツ（現：バンダイナムコミュージックライブ）製作関与作品が毎クール1本ずつ放送されるようになった。
アニメ特区のロゴは公式サイトや告知CM等にて存在するが、『アニメシャワー』『アニメイズム』『スーパーアニメイズム』『アニメサタデー630』とは異なり、アニメ特区では放送開始時のオープニングやジングルが用意されていない。かつての土6枠や日5枠と同様に放送開始時間と同時にアニメ番組が放送される。但し、過去に『アニメイズム』『スーパーアニメイズム』枠で放送された再放送のアニメについては、番組開始時にその枠のジングルが流れる。

## 歴史
毎日放送の深夜アニメ枠は当初から『アニメシャワー』が存在するが最大でも4本しか放送出来ず、2000年代以降は深夜アニメ市場の拡大に伴って作品本数が増加し、一部のTBSアニメ製作や中部日本放送製作の深夜アニメなどが近畿圏にて放送出来ずに未放送或いはサンテレビなどの独立局にて放送されるなど放送作品を賄うことが困難であった。
その解消策として、2006年10月より本局製作作品については金曜未明（木曜深夜）よりレギュラー放送化。こちらも最大3本に枠拡大したことにより合わせて7本まで賄うことが可能となったが、それでも枠不足を解消するには不十分であった。
さらに2009年4月に局名変更したBS-TBSが日曜未明（土曜深夜）にTBS製作金曜未明（木曜深夜）アニメを放送開始し、『アニメシャワー』と重複してしまうという事態が発生した。
枠不足解消とBS-TBSとのTBS製作深夜アニメの同日放送の回避を目的として、2011年4月より火曜未明（月曜深夜）にも深夜アニメ枠を設置。枠設置当初は1本ないし2本体制の不安定な状況が続いていたが、2012年1月期より2本体制となる。2013年7月期より深夜アニメ枠が3本に拡大して『アニメシャワー』や『アニメイズム』と並ぶ大型深夜アニメ枠を形成していた。その一方で枠拡大により、度々読売テレビの深夜アニメ枠である『MANPA』と競合していた。
元々本局では土曜深夜でかつ視聴率が見込める『アニメシャワー』に優先順位の高い深夜アニメ作品を優先して放送していた為、『MANPA』と比べて注目度の高い作品が少ないという悪条件も重なったことから、競合回避の為に水曜未明（火曜深夜）へ曜日移動した上で新たに『アニメ特区』の枠名称が導入された。
2016年4月期より『リスアニ!TV 5th Season』を第3部にて放送開始したことで、実質的には深夜アニメ2本体制の状態が続いていた。同番組の終了に伴い、2017年4月期より深夜アニメ3本体制に戻った。
2019年1月期より短編アニメ番組を含めた4本体制となり、同年4月期より第2部に短編アニメ2本を放送する番組編成となったが、同年10月期は再び深夜アニメ3本体制に戻り、2020年1月期は第1部に短編アニメ2本を放送する番組編成となった。同年4月期より再び深夜アニメ3本体制に戻っている。

## 放送中
| 部（放送時間）       | 作品名                                                                                              | 放送期間       | 製作局 or 放送形態   | 備考 |
| -------------------- | --------------------------------------------------------------------------------------------------- | -------------- | -------------------- | ---- |
| 第1部（2:30 - 3:00） | Unnamed Memory Act.2                                                                                | 2025年1月8日 - | AT-X                 |      |
| 第2部（3:00 - 3:30） | 外れスキル《木の実マスター》 〜スキルの実（食べたら死ぬ）を無限に食べられるようになった件について〜 | 2025年1月8日 - | TOKYO MX BSフジ      |      |
| 第3部（3:30 - 4:00） | 魔法使いの約束                                                                                      | 2025年1月8日 - | 本局 TOKYO MX BS-TBS |      |

## 放送予定
- 第2部（3:00 - 3:30）
  - 鬼人幻燈抄（2025年4月2日 - ）[注 7]
- 第3部（3:30 - 4:00）
  - Summer Pockets（2025年4月9日 - ）

## 放送作品一覧

### 火曜未明（月曜深夜）
| 作品名                                                                        | 放送期間                             | 放送時間                | 製作局 or 放送形態   | 備考 |
| 単発放送時代                                                                  | 単発放送時代                         | 単発放送時代            | 単発放送時代         | 単発放送時代 |
| ----------------------------------------------------------------------------- | ------------------------------------ | ----------------------- | -------------------- | --- |
| 逮捕しちゃうぞ（第1期）                                                       | 1996年10月2日 - 1997年9月28日        | 2:50 - 3:20             | TBS                  | 本局ではこの終了直後に『アニメシャワー』枠が開始した。 TBSでは土曜17:30枠で放送だったが、各地では主に深夜枠で放送された。 |
| うみものがたり 〜あなたがいてくれたコト〜                                     | 2009年7月7日 - 9月29日               | 2:35 - 3:05             | 中部日本放送         | |
| レギュラー枠化後（2枠時代）                                                   |                                      |                         |                      | |
| 緋弾のアリア                                                                  | 2011年4月26日 - 7月12日              | 2:20 - 2:50             | TBS                  | |
| うたの☆プリンスさまっ♪ マジLOVE1000%                                          | 2011年7月5日 - 9月27日               | 2:50 - 3:20             | UHFアニメ            | |
| まよチキ!                                                                     | 2011年7月19日 - 10月11日             | 2:20 - 2:50             | TBS                  | |
| 僕は友達が少ない                                                              | 2011年10月18日 - 12月27日            | 2:50 - 3:20             | TBS                  | |
| 戦姫絶唱シンフォギア                                                          | 2012年1月10日 - 4月3日               | 2:20 - 2:50             | UHFアニメ            | |
| キルミーベイベー                                                              | 2012年1月17日 - 4月3日               | 2:50 - 3:20             | TBS                  | |
| あっちこっち                                                                  | 2012年4月10日 - 7月3日               | 2:20 - 2:50             | TBS                  | BS-TBS製作協力。 |
| さんかれあ                                                                    | 2012年4月10日 - 7月3日               | 2:50 - 3:20             | TBS                  | BS-TBS製作協力。 |
| ココロコネクト                                                                | 2012年7月10日 - 10月2日              | 2:20 - 2:50             | UHFアニメ            | |
| この中に1人、妹がいる!                                                        | 2012年7月10日 - 10月2日              | 2:50 - 3:20             | TBS                  | BS-TBS製作協力。 |
| 探偵オペラ ミルキィホームズ Alternative ONE 〜小林オペラと5枚の絵画〜         | 2012年8月28日                        | 2:20 - 2:50             | UHFアニメ            | 単発放送。続編『Alternative TWO』は本局では未放送。 |
| ひだまりスケッチ×ハニカム                                                     | 2012年10月9日 - 12月25日             | 2:50 - 3:20             | TBS                  | |
| さくら荘のペットな彼女                                                        | 2012年10月9日 - 2013年3月26日        | 2:20 - 2:50             | 本局 アニマックス    | 本局携帯サイトにて名シーン投票を実施。 |
| みなみけ ただいま                                                             | 2013年1月8日 - 4月2日                | 2:50 - 3:20             | UHFアニメ            | 『みなみけ』シリーズとしては初めて本局で放送（それ以前はテレビ東京系アニメ）。 |
| リトル ウィッチ アカデミア                                                    | 2013年4月2日                         | 2:15 - 2:45             | 関西ローカル         | 若手アニメーター育成プロジェクトで制作された単発オリジナルアニメ。 地上波では近畿圏のみ放送。『龍 -RYO-』『デス・ビリヤード』は読売テレビ『MANPA』枠で放送。『リトル ウィッチ アカデミア』は2017年1月-6月に放映されたテレビアニメ版は関西圏では関西テレビにて放送。 |
| アルヴ・レズル -機械仕掛けの妖精たち-                                         | 2013年4月2日                         | 2:45 - 3:15             | 関西ローカル         | 若手アニメーター育成プロジェクトで制作された単発オリジナルアニメ。 地上波では近畿圏のみ放送。『龍 -RYO-』『デス・ビリヤード』は読売テレビ『MANPA』枠で放送。『リトル ウィッチ アカデミア』は2017年1月-6月に放映されたテレビアニメ版は関西圏では関西テレビにて放送。 |
| やはり俺の青春ラブコメはまちがっている。                                      | 2013年4月9日 - 7月2日                | 2:25 - 2:55             | TBS                  | |
| フォトカノ                                                                    | 2013年4月9日 - 7月2日                | 2:55 - 3:25             | TBS                  | |
| レギュラー枠化後（3枠時代、2014年9月まで）                                    |                                      |                         |                      | |
| 八犬伝―東方八犬異聞― (第2期)                                                  | 2013年7月9日 - 10月1日               | 2:25 - 2:55             | UHFアニメ            | |
| げんしけん 二代目                                                             | 2013年7月9日 - 10月1日               | 2:55 - 3:25             | UHFアニメ            | 『げんしけん』シリーズとしては初めて本局で放送（それ以前は関西圏ではサンテレビで放送）。 |
| ローゼンメイデン（新アニメ）                                                  | 2013年7月9日 - 10月1日               | 3:25 - 3:55             | TBS                  | |
| WHITE ALBUM2                                                                  | 2013年10月8日 - 2014年1月7日         | 2:25 - 2:55             | UHFアニメ            | |
| 蒼き鋼のアルペジオ -アルス・ノヴァ-                                           | 2013年10月8日 - 12月24日             | 2:55 - 3:25             | UHFアニメ            | |
| アウトブレイク・カンパニー                                                    | 2013年10月8日 - 12月24日             | 3:25 - 3:55             | TBS                  | |
| ノラガミ                                                                      | 2014年1月7日 - 3月25日               | 2:25 - 2:55             | UHFアニメ            | 協力として本局のアニメ担当プロデューサーの丸山博雄がクレジットされている。 第2期は『アニメイズム』後続枠にて放送。 |
| 魔法戦争                                                                      | 2014年1月14日 - 4月1日               | 2:55 - 3:25             | TBS                  | 字幕放送。 |
| 桜Trick                                                                       | 2014年1月14日 - 4月1日               | 3:25 - 3:55             | TBS                  | 字幕放送。 |
| 一週間フレンズ。                                                              | 2014年4月8日 - 6月24日               | 2:35 - 3:05             | AT-X                 | |
| 星刻の竜騎士                                                                  | 2014年4月8日 - 6月24日               | 3:05 - 3:35             | AT-X                 | |
| ブレイドアンドソウル                                                          | 2014年4月8日 - 7月1日                | 3:35 - 4:05             | TBS                  | 字幕放送。 |
| アオハライド                                                                  | 2014年7月8日 - 9月23日               | 2:35 - 3:05             | 本局 BS11            | |
| アカメが斬る!                                                                 | 2014年7月8日 - 9月30日               | 3:05 - 3:35             | UHFアニメ            | 2014年10月より『アニメ特区』第2部に放送枠移動。 |
| 精霊使いの剣舞                                                                | 2014年7月15日 - 9月30日              | 3:35 - 4:05             | AT-X                 | |
| 特番枠（2014年10月以降）                                                      |                                      |                         |                      | |
| 映画『君の名は。』公開記念特番 『言の葉の庭』ノーカット放送                   | 2016年8月23日                        | 2:40 - 3:35             | （劇場版）           | 映画『君の名は。』公開記念特番としてノーカット放送。ナビゲーターは神木隆之介。 前日には「映画『君の名は。』公開記念特番 新海誠、この才能に日本中が恋をする」も放送。                                                                                                |
| 劇場版 進撃の巨人 前編 〜紅蓮の弓矢〜                                         | 2017年1月3日                         | 1:25 - 3:35             | （劇場版）           | 『進撃の巨人』の劇場版。 |
| 若手アニメーター育成プロジェクト 「あにめたまご2018」参加作品シリーズ         | 2018年5月8日 - 5月22日 2018年5月29日 | 3:20 - 3:50 3:30 - 4:00 | 単発オリジナルアニメ | 左記の事業において制作された単発オリジナルアニメを4作品地上波独占放送。 - 2018年5月8日：えんぎもん - 2018年5月15日：TIME DRIVER 僕らが描いた未来 - 2018年5月22日：ミルキーパニック tweive - 2018年5月29日：Midnight Crazy Trail                                     |
| 深夜に呪術廻戦好きが集まったら愛が溢れすぎたTV -じゅじゅTV-                   | 2021年12月20日 - 12月21日            | 23:56 - 0:55            | 本局                 | |
| 『ヴァニタスの手記』スペシャル特番 〜Le chemin parcouru depuis la rencontre〜 | 2022年1月4日                         | 2:00 - 3:00             | UHFアニメ            | |
| マギアレコード 魔法少女まどか☆マギカ外伝 2nd SEASON -覚醒前夜- 特別編集版SP   | 2022年1月4日                         | 3:00 - 4:00             | UHFアニメ            | |

### 水曜未明（火曜深夜）
| 作品名                                                           | 放送期間                      | 放送時間                  | 製作局 or 放送形態                | 備考 |
| アニメ特区                                                       | アニメ特区                    | アニメ特区                | アニメ特区                        | アニメ特区 |
| ---------------------------------------------------------------- | ----------------------------- | ------------------------- | --------------------------------- | --- |
| クロスアンジュ 天使と竜の輪舞                                    | 2014年10月8日 - 2015年4月1日  | 第1部（2:30 - 3:00）      | UHFアニメ                         | |
| アカメが斬る!                                                    | 2014年10月8日 - 12月17日      | 第2部（3:00 - 3:30）      | UHFアニメ                         | 月曜日より放送枠移動。 |
| 甘城ブリリアントパーク                                           | 2014年10月8日 - 2015年1月7日  | 第3部（3:30 - 4:00）      | TBS                               | |
| ユリ熊嵐                                                         | 2015年1月7日 - 4月1日         | 第3部（3:30 - 4:00）      | 本局                              | |
| ジョジョの奇妙な冒険 スターダストクルセイダース エジプト編       | 2015年1月14日 - 6月24日       | 第2部（3:00 - 3:30）      | UHFアニメ                         | |
| やはり俺の青春ラブコメはまちがっている。続                       | 2015年4月8日 - 7月1日         | 第3部（3:30 - 4:00）      | TBS                               | |
| ニセコイ:                                                        | 2015年4月15日 - 7月1日        | 第1部（2:30 - 3:00）      | 本局                              | 放送開始前週に特別番組を放送。 |
| GATE 自衛隊 彼の地にて、斯く戦えり（第1クール）                  | 2015年7月8日 - 9月23日        | 第1部（2:30 - 3:00）      | UHFアニメ                         | |
| 青春×機関銃                                                      | 2015年7月8日 - 9月23日        | 第3部（3:30 - 4:00）      | TBS                               | 本枠で放送されたTBS製作の作品は、2020年4月現在本作が最後である。                                                                   |
| それが声優!                                                      | 2015年7月8日 - 9月30日        | 第2部（3:00 - 3:30）      | BSフジ                            | |
| 終物語                                                           | 2015年10月7日 - 12月23日      | 第1部（2:30 - 3:00）      | UHFアニメ                         | 初回は2:30 - 3:30の1時間スペシャルで放送。                                                                                         |
| 俺の彼女と幼なじみが修羅場すぎる                                 | 2015年10月14日 - 12月23日     | 第3部（3:30 - 4:00）      | UHFアニメ                         | 2013年に朝日放送『水もん』枠にて放送されたため、実質再放送。                                                                       |
| 化物語 オリジナルマスターバージョン                              | 2016年1月6日 - 3月30日        | 第1部（2:30 - 3:00）      | UHFアニメ                         | |
| うたわれるもの 偽りの仮面                                        | 2015年10月7日 - 2016年3月30日 | 第2部（3:00 - 3:30）      | UHFアニメ                         | 初回は30分遅れて放送。 |
| GATE 自衛隊 彼の地にて、斯く戦えり (第2クール)                   | 2016年1月13日 - 3月30日       | 第3部（3:30 - 4:00）      | UHFアニメ                         | |
| ジョーカー・ゲーム                                               | 2016年4月6日 - 6月22日        | 第1部（2:30 - 3:00）      | AT-X                              | |
| NEW GAME!                                                        | 2016年7月6日 - 9月21日        | 第1部（2:30 - 3:00）      | AT-X                              | |
| マクロスΔ                                                        | 2016年4月6日 - 9月28日        | 第2部（3:00 - 3:30）      | UHFアニメ                         | |
| ステラのまほう                                                   | 2016年10月5日 - 12月21日      | 第1部（2:30 - 3:00）      | AT-X                              | |
| ナンバカ                                                         | 2016年10月5日 - 12月28日      | 第2部（3:00 - 3:30）      | UHFアニメ                         | 本局企画協力。 |
| ハンドシェイカー                                                 | 2017年1月11日 - 3月29日       | 第1部（2:30 - 3:00）      | AT-X                              | |
| 結城友奈は勇者である                                             | 2017年1月11日 - 3月29日       | 第2部（3:00 - 3:30）      | 本局                              | 字幕放送。劇場版3部作『結城友奈は勇者である 鷲尾須美の章』の公開に伴う再放送。                                                     |
| リスアニ!TV 5th Season                                           | 2016年4月6日 - 2017年3月29日  | 第3部（3:30 - 4:00）      | MUSIC ON! TV                      | アニメソング系の音楽情報番組。2016年3月まではKBS京都にてネット。                                                                   |
| ロクでなし魔術講師と禁忌教典                                     | 2017年4月5日 - 6月21日        | 第1部（2:30 - 3:00）      | AT-X                              | |
| 血界戦線                                                         | 2017年4月12日 - 6月28日       | 第3部（3:30 - 4:00）      | 本局                              | 字幕放送。本放送時は『アニメシャワー』枠で放送。                                                                                   |
| 正解するカド                                                     | 2017年4月12日 - 7月5日        | 第2部（3:00 - 3:30）      | UHFアニメ                         | |
| Fate/Apocrypha                                                   | 2017年7月5日 - 12月27日       | 第3部（3:30 - 4:00）      | TOKYO MX BS11                     | 最終話は2018年1月7日に『アニメシャワー』第3部にて放送。                                                                            |
| NEW GAME!!                                                       | 2017年7月12日 - 9月27日       | 第1部（3:30 - 4:00）      | AT-X                              | |
| 七つの大罪（第1クール）                                          | 2017年7月12日 - 9月27日       | 第2部（3:00 - 3:30）      | 本局                              | 字幕放送。日曜夕方枠で本放送。 |
| 十二大戦                                                         | 2017年10月4日 - 12月20日      | 第1部（2:30 - 3:00）      | 本局 TOKYO MX BS11 AT-X           | |
| オーバーロード                                                   | 2017年10月4日 - 12月27日      | 第2部（3:00 - 3:30）      | AT-X                              | nサンテレビとKBS京都にて本放送されたため、兵庫県と京都府では実質再放送。                                                           |
| 宇宙よりも遠い場所                                               | 2018年1月10日 - 3月28日       | 第2部（3:00 - 3:30）      | AT-X                              | 初回は2話連続放送。 |
| オーバーロードII                                                 | 2018年1月10日 - 4月4日        | 第1部（2:30 - 3:00）      | AT-X                              | |
| Fate/EXTRA Last Encore オブリドゥス地動説                        | 2018年1月31日 - 4月4日        | 第3部（3:30 - 4:00）      | UHFアニメ                         | 『イルステリアス天動説』は同年7月30日と8月6日に1時間スペシャルで放送。                                                             |
| いつだって僕らの恋は10センチだった。                             | 2018年4月11日 - 5月16日       | 第3部（3:30 - 4:00）      | UHFアニメ                         | 2017年11月から同年12月までTOKYO MX・とちぎテレビ・群馬テレビ・BS11にて放送されたため、関西圏では遅れネット。                       |
| ひそねとまそたん                                                 | 2018年4月18日 - 7月4日        | 第1部（2:30 - 3:00）      | BSフジ                            | |
| K                                                                | 2018年4月4日 - 6月27日        | 第2部（3:00 - 3:30）      | 本局                              | 劇場版6部作『K SEVEN STORIES』の公開に伴う再放送。                                                                                 |
| 地獄少女 宵伽                                                    | 2018年5月23日 - 7月4日        | 第3部（3:30 - 4:00）      | TOKYO MX                          | 本放送時は『アニメイズム』後続枠で放送。                                                                                           |
| Back Street Girls -ゴクドルズ-                                   | 2018年7月4日 - 9月5日         | 第2部（3:00 - 3:30）      | UHFアニメ                         | |
| オーバーロードIII                                                | 2018年7月11日 - 10月3日       | 第1部（2:30 - 3:00）      | AT-X                              | 第13話は第2部にて放送。 |
| BEATLESS Final Stage（第21話）                                   | 2018年9月26日                 | 第2部（3:00 - 3:30）      | 本局                              | 字幕放送。第20話までは2018年1月から6月まで『アニメイズム』B1枠にて、 第22話以降は2018年10月に月曜未明（日曜深夜）枠にて放送。      |
| プラネット・ウィズ                                               | 2018年7月11日 - 2018年9月26日 | 第3部（3:30 - 4:00）      | BS11                              | 第10話 - 第12話は第2部にて放送。                                                                                                   |
| DOUBLE DECKER! ダグ&キリル                                       | 2018年10月3日 - 2019年1月9日  | 第1部（2:30 - 3:00）      | UHFアニメ                         | 字幕放送。 |
| 転生したらスライムだった件 （第1期）                             | 2018年10月3日 - 2019年3月27日 | 第3部（3:30 - 4:00）      | BS11                              | 2022年4月期に読売テレビで再放送。                                                                                                  |
| 幼女戦記                                                         | 2018年10月10日 - 12月26日     | 第2部（3:00 - 3:30）      | AT-X                              | 本放送時はサンテレビとKBS京都にて放送されたため、兵庫県と京都府では実質再放送。                                                    |
| 賭ケグルイ××                                                     | 2019年1月9日 - 3月27日        | 第1部（2:30 - 3:00）      | 本局                              | 字幕放送。 |
| みにとじ                                                         | 2019年1月9日 - 3月20日        | 第4部（4:00 - 4:05）      | 本局 AT-X                         | 短編アニメ。本枠では初の第4部作品。                                                                                                |
| 荒野のコトブキ飛行隊                                             | 2019年1月16日 - 4月3日        | 第2部（3:00 - 3:30）      | UHFアニメ                         | |
| Fairy gone フェアリーゴーン （第1クール）                        | 2019年4月10日 - 6月26日       | 第1部（2:30 - 3:00）      | 本局 BS11 AT-X                    | |
| 異世界かるてっと                                                 | 2019年4月10日 - 6月26日       | 第2部前半 （3:00 - 3:15） | UHFアニメ                         | 2021年7月期に再放送。 |
| ストライクウィッチーズ 501部隊発進しますっ!                      | 2019年4月10日 - 6月26日       | 第2部後半 （3:15 - 3:30） | UHFアニメ                         | 2020年1月期に再放送。 |
| RELEASE THE SPYCE                                                | 2019年4月10日 - 6月26日       | 第3部（3:30 - 4:00）      | 本局                              | 本放送時は『アニメシャワー』枠で放送。                                                                                             |
| 手品先輩                                                         | 2019年7月3日 - 9月18日        | 第2部前半 （3:00 - 3:15） | BS日テレ                          | |
| ソウナンですか?                                                  | 2019年7月3日 - 9月18日        | 第2部後半 （3:15 - 3:30） | BS日テレ                          | |
| かつて神だった獣たちへ                                           | 2019年7月3日 - 9月18日        | 第3部（3:30 - 4:00）      | TOKYO MX BS11                     | |
| 可愛ければ変態でも好きになってくれますか?                        | 2019年7月10日 - 9月25日       | 第1部（2:30 - 3:00）      | AT-X                              | |
| Fairy gone フェアリーゴーン （第2クール）                        | 2019年10月9日 - 12月25日      | 第1部（2:30 - 3:00）      | 本局 BS11 AT-X                    | |
| プリンセス・プリンシパル                                         | 2019年10月9日 - 12月25日      | 第3部（3:30 - 4:00）      | TOKYO MX                          | 本放送時サンテレビとKBS京都にて放送されたため、兵庫県と京都府では実質再放送。                                                      |
| 神田川JET GIRLS                                                  | 2019年10月9日 - 2020年1月8日  | 第2部（3:00 - 3:30）      | AT-X                              | |
| 異世界かるてっと2                                                | 2020年1月15日 - 4月1日        | 第1部前半 （2:30 - 2:45） | UHFアニメ                         | 2021年7月期に再放送。 |
| ドロヘドロ                                                       | 2020年1月15日 - 4月1日        | 第2部（3:00 - 3:30）      | 本局 BS11                         | |
| 理系が恋に落ちたので証明してみた。                               | 2020年1月15日 - 4月1日        | 第3部（3:30 - 4:00）      | 北海道文化放送 BS11               | 第2期はサンテレビで放送。 |
| 放課後ていぼう日誌 （第1話 - 第3話）                             | 2020年4月8日 - 4月22日        | 第2部（3:00 - 3:30）      | BS11 AT-X                         | |
| 白猫プロジェクト ZERO CHRONICLE                                  | 2020年4月8日 - 6月24日        | 第1部（2:30 - 3:00）      | UHFアニメ                         | |
| 動画工房 春のアニメまつり                                        | 2020年4月29日 - 7月1日        | 第2部（3:00 - 3:30）      | AT-X                              | 動画工房の制作によるKADOKAWAのアニメ作品の第1話を週替わりで放送。                                                                  |
| 放課後ていぼう日誌                                               | 2020年7月8日 - 9月23日        | 第1部（2:30 - 3:00）      | BS11 AT-X                         | 第3話まで再放送後、第4話以降を追加した完全版として放送。                                                                           |
| 戦翼のシグルドリーヴァ                                           | 2020年10月7日 - 12月23日      | 第2部（3:00 - 3:30）      | BS11                              | 初回は2:45 - 3:45の1時間スペシャルとして放送。 第2話は3:30 - 4:00に放送。 最終話は2021年1月10日に『アニメシャワー』第4部にて放送。 |
| 憂国のモリアーティ （第1クール）                                 | 2020年10月14日 - 12月23日     | 第1部（2:30 - 3:00）      | 本局                              | 初回は3:00 - 3:30に放送。 |
| まえせつ!                                                        | 2020年10月14日 - 12月23日     | 第3部（3:30 - 4:00）      | BS日テレ AT-X                     | 放送前週に特別番組を放送。 初回は4:00 - 4:30に放送。 最終話は2021年1月11日に放送。                                                 |
| アルゴナビス from BanG Dream!                                    | 2021年1月6日 - 3月31日        | 第2部（3:00 - 3:30）      | 本局                              | 本放送時は『スーパーアニメイズム』枠で放送。                                                                                       |
| スケートリーディング☆スターズ                                    | 2021年1月13日 - 3月31日       | 第1部（2:30 - 3:00）      | 本局 BS11                         | 初回は2:45 - 3:15に放送。 |
| 転生したらスライムだった件 （第2期・第1部）                      | 2021年1月13日 - 3月31日       | 第3部（3:30 - 4:00）      | BS11                              | 放送前週に第1期総集編を放送。 初回は3:45 - 4:15に放送。 2022年10月期に読売テレビで（第1部・第2部を連続して）再放送。               |
| 聖女の魔力は万能です                                             | 2021年4月7日 - 6月23日        | 第2部（3:00 - 3:30）      | AT-X                              | 2023年7月期に再放送。 |
| 憂国のモリアーティ （第2クール）                                 | 2021年4月7日 - 6月30日        | 第1部（2:30 - 3:00）      | 本局                              | |
| 転生したらスライムだった件 転スラ日記                            | 2021年4月7日 - 6月30日        | 第3部（3:30 - 4:00）      | BS11                              | |
| 転生したらスライムだった件（第2期・第2部）                       | 2021年7月7日 - 9月22日        | 第3部（3:30 - 4:00）      | BS11                              | 放送前週に第1部総集編を放送。 第3期は読売テレビ『FRIDAY ANIME NIGHT』枠で放送。                                                    |
| 白い砂のアクアトープ                                             | 2021年7月14日 - 12月22日      | 第2部（3:00 - 3:30）      | TOKYO MX BSフジ                   | |
| 境界戦機（第一部）                                               | 2021年10月6日 - 12月29日      | 第3部（3:30 - 4:00）      | テレビ東京 BS11                   | 関東地区ではテレビ東京で放送。 2022年1月期に再放送。 第二部は金曜 2:30 - 3:00枠にて放送。                                          |
| Deep Insanity THE LOST CHILD                                     | 2021年10月13日 - 12月29日     | 第1部（2:30 - 3:00）      | UHFアニメ                         | |
| フットサルボーイズ!!!!!                                          | 2022年1月12日 - 3月30日       | 第1部（2:30 - 3:00）      | UHFアニメ                         | |
| 賢者の弟子を名乗る賢者                                           | 2022年1月12日 - 3月30日       | 第2部（3:00 - 3:30）      | UHFアニメ                         | |
| 機動戦士ガンダム 鉄血のオルフェンズ 特別編                       | 2022年4月6日 - 6月1日         | 第3部（3:30 - 4:00）      | 本局                              | |
| パリピ孔明                                                       | 2022年4月6日 - 6月22日        | 第1部（2:30 - 3:00）      | 本局                              | |
| 勇者、辞めます                                                   | 2022年4月6日 - 6月22日        | 第2部（3:00 - 3:30）      | AT-X                              | |
| RWBY 氷雪帝国                                                    | 2022年7月6日 - 9月21日        | 第2部（3:00 - 3:30）      | UHFアニメ                         | |
| ユーレイデコ                                                     | 2022年7月6日 - 9月21日        | 第3部（3:30 - 4:00）      | UHFアニメ                         | |
| オーバーロードIV                                                 | 2022年7月6日 - 9月28日        | 第1部（2:30 - 3:00）      | AT-X                              | |
| ヤマノススメ Next Summit                                         | 2022年10月5日 - 12月21日      | 第1部（2:30 - 3:00）      | UHFアニメ                         | 『ヤマノススメ』シリーズとしては初めて本局で放送（第1期はサンテレビ、第2期はKBS京都、第3期は読売テレビ『MANPA』枠で放送）。        |
| ポプテピピック TVアニメーション作品第二シリーズ                  | 2022年10月5日 - 12月21日      | 第2部（3:00 - 3:30）      | UHFアニメ                         | 第一シリーズは関西地区の地上波では未放送。                                                                                         |
| 月が導く異世界道中                                               | 2022年10月5日 - 12月28日      | 第3部（3:30 - 4:00）      | 本局 日本テレビ TOKYO MX BS日テレ | 本放送時は木曜深夜枠で放送。 |
| SSSS.DYNAZENON                                                   | 2023年1月11日 - 3月29日       | 第1部（2:30 - 3:00）      | 本局 BS11                         | 本放送時は『アニメシャワー』枠で放送。                                                                                             |
| 終末のワルキューレ                                               | 2023年1月11日 - 3月29日       | 第3部（3:30 - 4:00）      | 本局                              | 本放送時は『アニメイズム』後続枠で放送。                                                                                           |
| 久保さんは僕を許さない                                           | 2023年1月11日 - 6月21日       | 第2部（3:00 - 3:30）      | TOKYO MX AT-X                     | 2023年1月期は第6話までを放送。 2023年4月期に第1話から改めて放送。                                                                  |
| アリス・ギア・アイギス Expansion                                 | 2023年4月5日 - 6月21日        | 第1部（2:30 - 3:00）      | BS日テレ                          | |
| ワールドダイスター                                               | 2023年4月12日 - 6月28日       | 第3部（3:30 - 4:00）      | UHFアニメ                         | |
| 夢見る男子は現実主義者                                           | 2023年7月5日 - 9月20日        | 第3部（3:30 - 4:00）      | BS日テレ                          | 関東広域圏ではテレビ東京にて放送。                                                                                                 |
| 好きな子がめがねを忘れた                                         | 2023年7月5日 - 9月27日        | 第1部（2:30 - 3:00）      | TOKYO MX BS朝日                   | |
| 東京リベンジャーズ 天竺編                                        | 2023年10月4日 - 12月27日      | 第1部（2:30 - 3:00）      | 本局 AT-X                         | 第2期までは『アニメシャワー』枠で放送。関東広域圏ではテレビ東京にて放送。                                                          |
| 聖女の魔力は万能です Season2                                     | 2023年10月4日 - 12月27日      | 第2部（3:00 - 3:30）      | AT-X                              | |
| ひきこまり吸血姫の悶々                                           | 2023年10月11日 - 2024年1月4日 | 第3部（3:30 - 4:00）      | TOKYO MX BS日テレ                 | 最終回は木曜未明（水曜深夜）に放送。                                                                                               |
| 悪役令嬢レベル99 〜私は裏ボスですが魔王ではありません〜          | 2024年1月10日 - 2024年3月27日 | 第1部（2:30 - 3:00）      | AT-X BS11 TOKYO MX                | |
| 魔都精兵のスレイブ                                               | 2024年1月10日 - 2024年3月27日 | 第3部（3:30 - 4:00）      | AT-X                              | |
| 月が導く異世界道中 第二幕                                        | 2024年1月10日 - 6月26日       | 第2部（3:00 - 3:30）      | 本局 日本テレビ TOKYO MX BS日テレ | 第1期は木曜深夜枠で放送。 |
| Unnamed Memory                                                   | 2024年4月10日 - 6月26日       | 第1部（2:30 - 3:00）      | AT-X                              | |
| ヴァンパイア男子寮                                               | 2024年4月10日 - 6月26日       | 第3部（3:30 - 4:00）      | UHFアニメ                         | |
| 新米オッサン冒険者、最強パーティに死ぬほど鍛えられて無敵になる。 | 2024年7月3日 - 9月25日        | 第1部（2:30 - 3:00）      | 本局                              | 関東地区ではテレビ東京で放送。 |
| 僕の妻は感情がない                                               | 2024年7月3日 - 9月18日        | 第2部（3:00 - 3:30）      | 本局 TOKYO MX BS朝日              | |
| 異世界失格                                                       | 2024年7月10日 - 9月25日       | 第3部（3:30 - 4:00）      | AT-X BS11                         | |
| 歴史に残る悪女になるぞ                                           | 2024年10月2日 - 12月25日      | 第2部（3:00 - 3:30）      | UHFアニメ                         | 初回（第1・2話）は第1部（2:30 - 3:00）で放送。                                                                                     |
| 星降る王国のニナ                                                 | 2024年10月16日 - 12月25日     | 第1部（2:30 - 3:00）      | BS朝日                            | 最終話は12月29日 3:20 - 3:50に放送。                                                                                               |
| 特番枠                                                           |                               |                           |                                   | |
| 劇場版 進撃の巨人 後編 〜自由の翼〜                              | 2017年1月4日                  | 2:00 - 4:15               | （劇場版）                        | 『進撃の巨人』の劇場版。 |
| Fate/stay night [Heaven's Feel] I.presage flower                 | 2019年1月2日                  | 2:25 - 4:40               | （劇場版）                        | 劇場版第2作第2章の公開に合わせて第1章を放送。 本局は製作に関与しておらず、[Unlimited Blade Works]ルートは関西圏では未放送。        |
| 魔法科高校の劣等生 追憶編                                        | 2022年1月5日                  | 2:35 - 4:08               | UHFアニメ                         | 『魔法科高校の劣等生』の新作エピソード。                                                                                           |

### Webアニメ
- 無限の住人-IMMORTAL-：2020年4月8日 - 9月16日（第3部）
  - Amazon Prime Videoで独占配信された作品のテレビ放送。本局が製作委員会に参加。
- A.I.C.O. Incarnation：2020年7月15日 - 9月30日（第2部）
  - Netflixで独占配信された作品のテレビ放送。最終話は第1部の時間帯に放送。
- ケンガンアシュラ Season2・Part1[4]：2024年10月9日 - 12月25日（第3部）
  - Netflixで独占配信された作品のテレビ放送。初回のみ第2部（3:00 - 3:30）で放送。

## 番組の移り変わり
|            | 第1部                                                             | 第1部                                                             | 第2部                                                                                               | 第2部                                                                                               | 第3部                                            | 第4部    |
| ---------- | ----------------------------------------------------------------- | ----------------------------------------------------------------- | --------------------------------------------------------------------------------------------------- | --------------------------------------------------------------------------------------------------- | ------------------------------------------------ | -------- |
| 1996年10月 | 逮捕しちゃうぞ                                                    | 逮捕しちゃうぞ                                                    | | |                                                  |          |
| 1997年10月 |                                                                   |                                                                   | | |                                                  |          |
| 2009年7月  | うみものがたり 〜あなたがいてくれたコト〜                         | うみものがたり 〜あなたがいてくれたコト〜                         | | |                                                  |          |
| 2009年10月 |                                                                   |                                                                   | | |                                                  |          |
| 2011年4月  | 緋弾のアリア                                                      | 緋弾のアリア                                                      | | |                                                  |          |
| 2011年7月  | まよチキ!                                                         | まよチキ!                                                         | うたの☆プリンスさまっ♪ マジLOVE1000%                                                                | うたの☆プリンスさまっ♪ マジLOVE1000%                                                                |                                                  |          |
| 2011年10月 |                                                                   |                                                                   | 僕は友達が少ない                                                                                    | 僕は友達が少ない                                                                                    |                                                  |          |
| 2012年1月  | 戦姫絶唱シンフォギア                                              | 戦姫絶唱シンフォギア                                              | キルミーベイベー                                                                                    | キルミーベイベー                                                                                    |                                                  |          |
| 2012年4月  | あっちこっち                                                      | あっちこっち                                                      | さんかれあ                                                                                          | さんかれあ                                                                                          |                                                  |          |
| 2012年7月  | ココロコネクト                                                    | ココロコネクト                                                    | この中に1人、妹がいる!                                                                              | この中に1人、妹がいる!                                                                              |                                                  |          |
| 2012年10月 | さくら荘のペットな彼女                                            | さくら荘のペットな彼女                                            | ひだまりスケッチ×ハニカム                                                                           | ひだまりスケッチ×ハニカム                                                                           |                                                  |          |
| 2013年1月  | さくら荘のペットな彼女                                            | さくら荘のペットな彼女                                            | みなみけ ただいま                                                                                   | みなみけ ただいま                                                                                   |                                                  |          |
| 2013年4月  | やはり俺の青春ラブコメ はまちがっている。                         | やはり俺の青春ラブコメ はまちがっている。                         | フォトカノ                                                                                          | フォトカノ                                                                                          |                                                  |          |
| 2013年7月  | 八犬伝 -東方八犬異聞-（第2クール）                                | 八犬伝 -東方八犬異聞-（第2クール）                                | げんしけん 二代目                                                                                   | げんしけん 二代目                                                                                   | ローゼンメイデン （新シリーズ）                  |          |
| 2013年10月 | WHITE ALBUM2                                                      | WHITE ALBUM2                                                      | 蒼き鋼のアルペジオ -アルス・ノヴァ-                                                                 | 蒼き鋼のアルペジオ -アルス・ノヴァ-                                                                 | アウトブレイク・カンパニー                       |          |
| 2014年1月  | ノラガミ                                                          | ノラガミ                                                          | 魔法戦争                                                                                            | 魔法戦争                                                                                            | 桜Trick                                          |          |
| 2014年4月  | 一週間フレンズ。                                                  | 一週間フレンズ。                                                  | 星刻の竜騎士                                                                                        | 星刻の竜騎士                                                                                        | ブレイドアンドソウル                             |          |
| 2014年7月  | アオハライド                                                      | アオハライド                                                      | アカメが斬る!                                                                                       | アカメが斬る!                                                                                       | 精霊使いの剣舞                                   |          |
| 2014年10月 | クロスアンジュ 天使と竜の輪舞                                     | クロスアンジュ 天使と竜の輪舞                                     | アカメが斬る!                                                                                       | アカメが斬る!                                                                                       | 甘城ブリリアントパーク                           |          |
| 2015年1月  | クロスアンジュ 天使と竜の輪舞                                     | クロスアンジュ 天使と竜の輪舞                                     | ジョジョの奇妙な冒険 スターダストクルセイダース エジプト編                                          | ジョジョの奇妙な冒険 スターダストクルセイダース エジプト編                                          | ユリ熊嵐                                         |          |
| 2015年4月  | ニセコイ:                                                         | ニセコイ:                                                         | ジョジョの奇妙な冒険 スターダストクルセイダース エジプト編                                          | ジョジョの奇妙な冒険 スターダストクルセイダース エジプト編                                          | やはり俺の青春ラブコメ はまちがっている。続      |          |
| 2015年7月  | GATE 自衛隊 彼の地にて、斯く戦えり （第1クール）                  | GATE 自衛隊 彼の地にて、斯く戦えり （第1クール）                  | それが声優!                                                                                         | それが声優!                                                                                         | 青春×機関銃                                      |          |
| 2015年10月 | 終物語                                                            | 終物語                                                            | うたわれるもの 偽りの仮面                                                                           | うたわれるもの 偽りの仮面                                                                           | 俺の彼女と幼なじみ が修羅場すぎる                |          |
| 2016年1月  | 化物語 オリジナルマスターバージョン                               | 化物語 オリジナルマスターバージョン                               | うたわれるもの 偽りの仮面                                                                           | うたわれるもの 偽りの仮面                                                                           | GATE 自衛隊 彼の地にて、斯く戦えり （第2クール） |          |
| 2016年4月  | ジョーカー・ゲーム                                                | ジョーカー・ゲーム                                                | マクロスΔ                                                                                           | マクロスΔ                                                                                           | リスアニ!TV 5th Season                           |          |
| 2016年7月  | NEW GAME!                                                         | NEW GAME!                                                         | マクロスΔ                                                                                           | マクロスΔ                                                                                           | リスアニ!TV 5th Season                           |          |
| 2016年10月 | ステラのまほう                                                    | ステラのまほう                                                    | ナンバカ                                                                                            | ナンバカ                                                                                            | リスアニ!TV 5th Season                           |          |
| 2017年1月  | ハンドシェイカー                                                  | ハンドシェイカー                                                  | 結城友奈は勇者である（再放送）                                                                      | 結城友奈は勇者である（再放送）                                                                      | リスアニ!TV 5th Season                           |          |
| 2017年4月  | ロクでなし魔術講師と禁忌教典                                      | ロクでなし魔術講師と禁忌教典                                      | 正解するカド                                                                                        | 正解するカド                                                                                        | 血界戦線（再放送）                               |          |
| 2017年7月  | NEW GAME!!                                                        | NEW GAME!!                                                        | 七つの大罪（再放送）                                                                                | 七つの大罪（再放送）                                                                                | Fate/Apocrypha                                   |          |
| 2017年10月 | 十二大戦                                                          | 十二大戦                                                          | オーバーロード                                                                                      | オーバーロード                                                                                      | Fate/Apocrypha                                   |          |
| 2018年1月  | オーバーロードII                                                  | オーバーロードII                                                  | 宇宙よりも遠い場所                                                                                  | 宇宙よりも遠い場所                                                                                  | Carnival Phantasm セレクション放送               |          |
| 2018年1月  | オーバーロードII                                                  | オーバーロードII                                                  | 宇宙よりも遠い場所                                                                                  | 宇宙よりも遠い場所                                                                                  | Fate/EXTRA Last Encore オブリドゥス地動説        |          |
| 2018年4月  | ひそねとまそたん                                                  | ひそねとまそたん                                                  | K（再放送）                                                                                         | K（再放送）                                                                                         | いつだって僕らの恋は 10センチだった。            |          |
| 2018年4月  | ひそねとまそたん                                                  | ひそねとまそたん                                                  | K（再放送）                                                                                         | K（再放送）                                                                                         | 地獄少女 宵伽（再放送）                          |          |
| 2018年7月  | オーバーロードIII                                                 | オーバーロードIII                                                 | Back Street Girls -ゴクドルズ-                                                                      | Back Street Girls -ゴクドルズ-                                                                      | プラネット・ウィズ                               |          |
| 2018年7月  | オーバーロードIII                                                 | オーバーロードIII                                                 | BEATLESS Final Stage（第21話）                                                                      | | プラネット・ウィズ                               |          |
| 2018年10月 | DOUBLE DECKER! ダグ&キリル                                        | DOUBLE DECKER! ダグ&キリル                                        | 幼女戦記                                                                                            | 幼女戦記                                                                                            | 転生したらスライムだった件                       |          |
| 2019年1月  | 賭ケグルイ××                                                      | 賭ケグルイ××                                                      | 荒野のコトブキ飛行隊                                                                                | 荒野のコトブキ飛行隊                                                                                | 転生したらスライムだった件                       | みにとじ |
| 2019年4月  | Fairy gone フェアリーゴーン （第1クール）                         | Fairy gone フェアリーゴーン （第1クール）                         | 異世界かるてっと                                                                                    | ストライクウィッチーズ 501部隊発進しますっ!                                                         | RELEASE THE SPYCE （再放送）                     |          |
| 2019年7月  | 可愛ければ変態でも 好きになってくれますか?                        | 可愛ければ変態でも 好きになってくれますか?                        | 手品先輩                                                                                            | ソウナンですか?                                                                                     | かつて神だった獣たちへ                           |          |
| 2019年10月 | Fairy gone フェアリーゴーン（第2クール）                          | Fairy gone フェアリーゴーン（第2クール）                          | 神田川 JET GIRLS                                                                                    | 神田川 JET GIRLS                                                                                    | プリンセス・プリンシパル                         |          |
| 2020年1月  | 異世界かるてっと2                                                 | ストライクウィッチーズ 501部隊発進しますっ! （再放送）            | ドロヘドロ                                                                                          | ドロヘドロ                                                                                          | 理系が恋に落ちたので 証明してみた。              |          |
| 2020年4月  | 白猫プロジェクト ZERO CHRONICLE                                   | 白猫プロジェクト ZERO CHRONICLE                                   | 放課後ていぼう日誌 （第1話 - 第3話）                                                                | 放課後ていぼう日誌 （第1話 - 第3話）                                                                | 無限の住人-IMMORTAL-                             |          |
| 2020年4月  | 白猫プロジェクト ZERO CHRONICLE                                   | 白猫プロジェクト ZERO CHRONICLE                                   | 動画工房 春のアニメまつり                                                                           | | 無限の住人-IMMORTAL-                             |          |
| 2020年7月  | 放課後ていぼう日誌                                                | 放課後ていぼう日誌                                                | A.I.C.O. Incarnation                                                                                | A.I.C.O. Incarnation                                                                                | 無限の住人-IMMORTAL-                             |          |
| 2020年10月 | 憂国のモリアーティ（第1クール）                                   | 憂国のモリアーティ（第1クール）                                   | 戦翼のシグルドリーヴァ                                                                              | 戦翼のシグルドリーヴァ                                                                              | まえせつ!                                        |          |
| 2021年1月  | スケートリーディング☆スターズ                                     | スケートリーディング☆スターズ                                     | アルゴナビス from BanG Dream! （再放送）                                                            | アルゴナビス from BanG Dream! （再放送）                                                            | 転生したらスライムだった件 （第2期・第1部）      |          |
| 2021年4月  | 憂国のモリアーティ（第2クール）                                   | 憂国のモリアーティ（第2クール）                                   | 聖女の魔力は万能です                                                                                | 聖女の魔力は万能です                                                                                | 転生したらスライムだった件 転スラ日記            |          |
| 2021年7月  | 異世界かるてっと1&2（再放送）                                     | 異世界かるてっと1&2（再放送）                                     | 白い砂のアクアトープ                                                                                | 白い砂のアクアトープ                                                                                | 転生したらスライムだった件 （第2期・第2部）      |          |
| 2021年10月 | Deep Insanity THE LOST CHILD                                      | Deep Insanity THE LOST CHILD                                      | 白い砂のアクアトープ                                                                                | 白い砂のアクアトープ                                                                                | 境界戦機（第一部）                               |          |
| 2022年1月  | フットサルボーイズ!!!!!                                           | フットサルボーイズ!!!!!                                           | 賢者の弟子を名乗る賢者                                                                              | 賢者の弟子を名乗る賢者                                                                              | 境界戦機（第一部・再放送）                       |          |
| 2022年4月  | パリピ孔明                                                        | パリピ孔明                                                        | 勇者、辞めます                                                                                      | 勇者、辞めます                                                                                      | 機動戦士ガンダム 鉄血のオルフェンズ 特別編       |          |
| 2022年7月  | オーバーロードIV                                                  | オーバーロードIV                                                  | RWBY 氷雪帝国                                                                                       | RWBY 氷雪帝国                                                                                       | ユーレイデコ                                     |          |
| 2022年10月 | ヤマノススメ Next Summit                                          | ヤマノススメ Next Summit                                          | ポプテピピック TVアニメーション作品第二シリーズ                                                     | ポプテピピック TVアニメーション作品第二シリーズ                                                     | 月が導く異世界道中（再放送）                     |          |
| 2023年1月  | SSSS.DYNAZENON（再放送）                                          | SSSS.DYNAZENON（再放送）                                          | 久保さんは僕を許さない （第1話 - 第6話）                                                            | 久保さんは僕を許さない （第1話 - 第6話）                                                            | 終末のワルキューレ（再放送）                     |          |
| 2023年4月  | アリス・ギア・アイギス Expansion                                  | アリス・ギア・アイギス Expansion                                  | 久保さんは僕を許さない                                                                              | 久保さんは僕を許さない                                                                              | ワールドダイスター                               |          |
| 2023年7月  | 好きな子がめがねを忘れた                                          | 好きな子がめがねを忘れた                                          | 聖女の魔力は万能です（再放送）                                                                      | 聖女の魔力は万能です（再放送）                                                                      | 夢見る男子は現実主義者                           |          |
| 2023年10月 | 東京リベンジャーズ 天竺編                                         | 東京リベンジャーズ 天竺編                                         | 聖女の魔力は万能です Season2                                                                        | 聖女の魔力は万能です Season2                                                                        | ひきこまり吸血姫の悶々                           |          |
| 2024年1月  | 悪役令嬢レベル99 〜私は裏ボスですが魔王ではありません〜           | 悪役令嬢レベル99 〜私は裏ボスですが魔王ではありません〜           | 月が導く異世界道中 第二幕                                                                           | 月が導く異世界道中 第二幕                                                                           | 魔都精兵のスレイブ                               |          |
| 2024年4月  | Unnamed Memory                                                    | Unnamed Memory                                                    | 月が導く異世界道中 第二幕                                                                           | 月が導く異世界道中 第二幕                                                                           | ヴァンパイア男子寮                               |          |
| 2024年7月  | 新米オッサン冒険者、最強パーティに 死ぬほど鍛えられて無敵になる。 | 新米オッサン冒険者、最強パーティに 死ぬほど鍛えられて無敵になる。 | 僕の妻は感情がない                                                                                  | 僕の妻は感情がない                                                                                  | 異世界失格                                       |          |
| 2024年10月 | 星降る王国のニナ                                                  | 星降る王国のニナ                                                  | 歴史に残る悪女になるぞ                                                                              | 歴史に残る悪女になるぞ                                                                              | ケンガンアシュラ Season2・Part1                  |          |
| 2025年1月  | Unnamed Memory Act.2                                              | Unnamed Memory Act.2                                              | 外れスキル《木の実マスター》 〜スキルの実（食べたら死ぬ）を無限に食べられるようになった件について〜 | 外れスキル《木の実マスター》 〜スキルの実（食べたら死ぬ）を無限に食べられるようになった件について〜 | 魔法使いの約束                                   |          |